# Mangora amacayacu
Mangora amacayacu là một loài nhện trong họ Araneidae.
Loài này thuộc chi Mangora. Mangora amacayacu được Herbert Walter Levi miêu tả năm 2007.